# Křížánky
Křížánky (německy Kreuzhufen) je osada, část obce Hejnice v okrese Ústí nad Orlicí. Nachází se asi jeden kilometr jihozápadně od Hejnic. Křížánky leží v katastrálním území Hejnice u Žamberka o výměře 4,83 km².

## Historie
První písemná zmínka o vesnici pochází z roku 1376.